# WeSC
 (janvier 2023).
WeSC (prononcé [Wi, Es, Si]) en forme complet We are the Superlative Conspiracy, également abrégée We, est une marque de vêtements d'origine suédoise ayant pour inspiration le skateboard et le streetwear. Fondée en 1999, elle est rapidement devenue une des marques suédoises les plus populaires[réf. nécessaire], aussi bien dans son pays d'origine qu'au niveau international[réf. nécessaire]. On[Qui ?] trouve des magasins WeSC un peu partout dans le monde, notamment Stockholm, Tokyo, Los Angeles, Munich ou plus récemment New York, Lyon, Paris, Bordeaux et Québec. La marque est également distribuée hors de ce réseau dédié.
L'entreprise appartient pour 50 % à ses fondateurs (parmi eux le président Greger Hagelin) et pour 20 % au groupe d'investissement suédois Novax.
La marque s'est d'abord fait connaître en sponsorisant des artistes et musiciens suédois underground qui avaient des connexions dans le monde du skateboard. Ceci aida WeSC à gagner une image alternative auprès des jeunes consommateurs suédois qui étaient critiques envers les autres compagnies considérées comme étant trop préoccupées par leurs bénéfices. WeSC sponsorise encore par ses vêtements de plusieurs personnalités auxquelles la marque donne le nom de WeActivists. Parmi eux se trouvent Jason Lee, Chad Robertson, Jerry Hsu, Jussi Oksanen ou le groupe Millencolin.[réf. nécessaire]
Cette stratégie commence à trouver sa faiblesse par le fait que WeSC est, en fait, une des plus grosses compagnies de vêtements en Suède[réf. nécessaire]. Leur bureau principal de Stockholm est situé entre Gucci et Cerruti sur Birger Jarlsgatan, une des rues les plus huppées de la capitale suédoise. Quelques-uns de leurs anciens WeActivists ont même fait part de leurs regrets d'avoir promu la marque, par exemple le groupe Looptroop.
Désormais, WeSC se concentre sur son développement aux États-Unis, car les dirigeants estiment que le marché en Suède est déjà saturé et ils ne veulent donc pas devenir plus gros afin de garder leur image underground[source secondaire souhaitée]. 
Dix ans après ses débuts, WeSC est implantée à l’étranger.